# Jean de Valois, comte d’Angoulême
Jean d’Orléans (* 1399; † 30. April 1467), le Bon (deutsch: der Gute) genannt, war Graf von Angoulême und Périgord. Er war ein Sohn des Herzogs Louis d’Orléans und der Valentina Visconti, väterlicherseits war er somit ein Enkel von König Karl V. von Frankreich. Sein älterer Bruder war der Herzog Charles d’Orléans, welcher der Vater des Königs Ludwig XII. war. Jean selbst war der Großvater des französischen Königs Franz I.

## Leben
Jean wurde 1412 als Geisel den Engländern überstellt, die ihn 32 Jahre lang bis 1444 festhielten. 1438 verkaufte er die Grafschaft Périgord an Jean de Châtillon, Graf von Penthièvre. Nach seiner Freilassung kämpfte er 1451 unter dem Oberbefehl seines Halbbruders Jean de Dunois in der Guyenne. Jean wurde in der Kathedrale von Angoulême bestattet.
Am 31. August 1449 heiratete er Marguerite de Rohan, Tochter von Alain IX. de Rohan und Marguerite de Montfort. Ihre Kinder waren:
- Louis (* 1455; † 1458)
- Charles (* 1459; † 1496), Graf von Angoulême, Vater des Königs Franz I.
- Jeanne (* 1462; † 1520), ⚭ Charles François de Coëtivy, Graf von Taillebourg (Haus Coëtivy)

Darüber hinaus hatte er einen unehelichen Sohn, Jean de Valois, Bâtard d’Angoulême genannt, den er 1458 legitimierte.